# Мощич Олександр Петрович
Олекса́ндр Петро́вич Мощич (нар. 3 лютого 1960, Київ) — український лікар-педіатр вищої категорії, гомеопат. Доктор медичних наук (2011), професор (2014), професор кафедри дитячої оторинолярінгології, аудіології і фоніатрії НМАПО ім. П. Л. Шупика (з 2012 по теперішній час). Основні напрями наукових досліджень — педіатрія, інфекційні хвороби, гепатологія, гастроентерологія дитячого віку, гомеопатія, фітотерапія.

## З біографії
Народився 3 лютого 1960 року у Києві. Син лікаря-педіатра, доктора медичних наук Петра Мощича (1928—2006).
У 1982 році закінчив Київський медичний інститут (тепер Національний медичний університет імені О. О. Богомольця) з відзнакою (за спеціальністю «педіатрія»).
1982—1989 рр. — клінічний ординатор, очний аспірант (керівник — академік О. М. Лук'янова), молодший науковий співробітник Київського НДІ педіатрії, акушерства і гінекології. 1989 р. — 1994 р. — директор наукової програми Центру гомеопатії МОЗ України (з 1977 р. учень Д. В. і Т. Д. Попової).
З 1991 р. — завідувач консультативного гомеопатичного відділення. Від вересня 1994 року до вересня 2011 року — доцент кафедри фармхімії і фармакогнозії Київського державного інституту удосконалення лікарів (потім кафедри контролю якості і стандартизації лікарських засобів Національної медичної академії післядипломної освіти імені П. Л. Шупика), автор перших в Східній Європі державних навчальних програм з класичної гомеопатії.
З 1997 по 2009 рік працював за сумісництвом доцентом кафедри педіатрії (курс дитячих інфекційних хвороб) медичного інституту (тепер Київський медичний університет) Української асоціації народної медицини. З 2000 року директор міжнародної школи класичної гомеопатії НМАПО імені П. Л. Шупика, створеної спільно з Міжнародною Академією класичної гомеопатії Греції. З 2002 р. експерт Державного експертного (фармакологічного) центру МОЗ України (комісія з фітотерапевтичних і гомеопатичних лікарських засобів). З вересня 2011 року переведений на кафедру дитячої оторинолярінгології, аудіології і фоніатрії педіатричного факультету.
Член Віденської міжнародної Академії загальної медицини (Австрія), Нью-Йоркської Академії наук (США), Європейського товариства гепатологів, Міжнародного товариства гомеопатів (OMHI), Міжнародної гомеопатичної Ліги (LMHI), Європейської Комісії з гомеопатії (підкомісії з питань освіти та наукових досліджень), член Всеукраїнського лікарського товариства (ВУЛТ), Асоціації педіатрів України, Всеукраїнської асоціації фізіотерапевтів та курортологів, віце-президент Асоціації гомеопатів України. Член редколегії журналів: «Нова медицина», «Український гомеопатичний щорічник», «Вісник з народної і нетрадиційної медицини». Член Вченої Ради педіатричного факультету НМАПО імені П. Л. Шупика.
Підвищення кваліфікації на курсах післядипломного навчання в клініках (Відень, Австрія, 1991—1992 р.р.) з «Педіатрії і дитячих інфекційних захворювань» (проф. Вейпль), «Педіатрії» (проф. Гаднер, проф. Урбанек), «Гепатології» (проф. Гангл) «Гомеопатії» (проф. Дорчи), стажування: (Париж, Франція, 1993—1994 р.р.) з «Педіатрії і гастроентерології» (проф. Бурійон), «Гепатології» (проф. Бернар), « Гастроентерології і дієтології» (проф. Наварро), з «Педіатрії» (Плзень, Чехія, 1996 р.), «Гомеопатії і іридодіагностики» (проф. Е. Вельховер, РМАПО, Москва, 1996 р.), «Психології і педагогіки» (КМАПО, Київ, 1997 р.), «Фітотерапії» (проф. Н. П. Максютіна, проф. О. М. Гриценко, КМАПО,1999), «Гомеопатії» (проф. Д.Вітулкас, Алонізос, Греція, 2000, 2001, 2007, 2012), «Невідкладні стани в педіатрії» (НМАПО, 2013), стажування з психопедагогіки (Інститут колекційної педагогіки та психології, НПУ ім. М. П. Драгоманова, 2014).
Атестований за спеціальністю «Організація і управління охороною здоров'я» (2010).

## Науковий доробок
Автор і співавтор понад 250 друкованих робіт (з них понад 90 журнальних статей, 9 монографій і посібників), чотирьох патентів. Співавтор ТУ (технічних умов) для дванадцяти фітоконцентратів: Джерело, Світанок, Ренорм, Провен, Кришталь, Кордевіт, Неврін, Бронхін, Діабетін, Алергіл, Нефропатін, Ревмосан.
Основні праці:
- Медицина дитинства (навчальний посібник), т. 2, Київ, 1994; т. 4, кн. 1, 1999, т. 4, кн. 3, 2001;
- Кардіологія дитячого і підліткового віку (навчальний посібник), Київ, 2006;
- Гомеопатия, алопатия, опит синтеза, Москва, 1991;
- Модульовані лікувально-профілактичні фітозасоби, їх застосування в медичній практиці, Київ, 2001;
- Морфо-фунциональная характеристика сочетанной патологии билиарной системы и поджелудочной железы у детей, Педиатрия, Москва, 1990;
- Ультразвуковые характеристики печени в норме и патологи, Эхография, Москва, 2000;
- Гомеопатія в системі сімейної медицини: міжнародний досвід та перспективи, Вісник фармакології та фармації, 2005;
- Гомеопатичні лікарські засоби, особливості технології виготовлення, принципи застосування, вимоги при реєстрації, Вісник фармакології і фармації, 2007;
- Клінічна ефективність фітопрепаратів у комплексному лікуванні дітей з гострими кишковими інфекціями, Інф. хвороби, 2008;
- Інтерфероновий статус при гострих кишкових інфекціях дітей, Збірник робіт НМАПО 2011; 2012;
- Застосування гомеопатичних лікарських засобів в терапії спортивної травми, Фітотерапія, 2012.

## Нагороди і відзнаки
В 1999 році нагороджений «Срібною медаллю», в 2001 році Лауреат Почесного золотого Знаку «Сіміліа» Асоціації гомеопатів України, в 2009 році — «Срібною медаллю» Європейської Академії природничих наук (Німеччина), в 2010 році — «Почесною грамотою» МОЗ України, в 2011році «Золотою» і «Срібною медаллю» VII, в 2012 році «Срібною медаллю» VIII міжнародного салону винаходів і нових технологій «НОВИЙ ЧАС».